# Circondario di Cesena
Il circondario di Cesena era uno dei circondari in cui era suddivisa la provincia di Forlì.

## Storia
Il circondario di Cesena, parte della provincia di Forlì, venne istituito nel 1859, in seguito ad un decreto dittatoriale di Carlo Farini che ridisegnava la suddivisione amministrativa dell'Emilia in previsione dell'annessione al Regno di Sardegna.
Venne soppresso nel 1926 e il territorio assegnato al circondario di Forlì.

## Geografia antropica

### Suddivisioni amministrative
Nel 1863, la composizione del circondario era la seguente:
- mandamento I di Cesena (Tramontana)
  - comuni di Cesena (in parte); Cesenatico
- mandamento II di Cesena (Mezzodì)
  - comuni di Cesena (in parte); Montiano; Roversano
- mandamento III di Mercato Saraceno
  - comuni di Mercato Saraceno; Sarsina
- mandamento IV di Savignano di Romagna
  - comuni di Gambettola; Gatteo; Longiano; San Mauro di Romagna; Savignano di Romagna
- mandamento V di Sogliano al Rubicone
  - comuni di Borghi; Roncofreddo; Sogliano al Rubicone